# Rock Music: A Tribute to Weezer
Rock Music: A Tribute to Weezer es un álbum tributo a Weezer lanzado por Dead Droid Records en 2002. El álbum contiene versiones de canciones de Weezer por varias bandas. La edición en vinilo tiene dos versiones adicionales de «Say It Ain't So» y «The World Has Turned and Left Me Here».

## Lista de canciones
| N.º | Título                                  | Intérprete             | Duración |  |
| 1.  | «My Name Is Jonas»                      | Affinity               | 4:38     |  |
| 2.  | «No One Else»                           | Piebald                | 3:03     |  |
| 3.  | «Holiday»                               | Glasseater             | 3:15     |  |
| 4.  | «Surf Wax America»                      | Grade                  | 2:45     |  |
| 5.  | «Say It Ain't So»                       | Further Seems Forever  | 4:11     |  |
| 6.  | «The World Has Turned and Left Me Here» | Christopher John       | 6:12     |  |
| 7.  | «Susanne»                               | Midtown                | 2:23     |  |
| 8.  | «Jamie»                                 | Dashboard Confessional | 4:09     |  |
| 9.  | «El Scorcho»                            | The Stereo             | 4:19     |  |
| 10. | «Tired of Sex»                          | Mycomplex              | 2:52     |  |
| 11. | «The Good Life»                         | The Impossibles        | 3:55     |  |
| 12. | «Only in Dreams»                        | Mock Orange            | 4:39     |  |
| 13. | «Butterfly»                             | The Ataris             | 2:46     |  |

| Pistas extra (edición en vinilo) |                                                 |                       |          |  |
| N.º                              | Título                                          | Intérprete            | Duración |  |
| 14.                              | «Say It Ain't So»                               | Further Seems Forever | 4:11     |  |
| 15.                              | «The World Has Turned and Left Me Here (remix)» | Christopher John      | 6:12     |  |